# 悪魔の存在を証明した男
『悪魔の存在を証明した男』（あくまのそんざいをしょうめいしたおとこ、The Possession of Michael King）は、2014年制作のアメリカ合衆国のホラー映画。
『THE 4TH KIND フォース・カインド』のスコット・ニーマイヤー製作総指揮。

## あらすじ
マイケル・キングは最愛の妻サマンサを事故で亡くし、失意の日々を過ごしていた。
サマンサは生前、占いに凝っていたが、それに懐疑的だった無神論者のマイケルは彼女の死因が占い師の誤ったアドバイスにあると考えるようになり、神秘的なことや超自然現象を否定するべく、自身を実験台にしてドキュメンタリー映画の制作に取りかかる。
だが、悪魔の降臨実験や取材を進めるうち、マイケルの身体に異変が起き始める。

## キャスト
- マイケル・キング：シェーン・ジョンソン（吹替：村上裕哉）
- エリー：エラ・アンダーソン（吹替：板谷彩香）
- サマンサ・キング：カーラ・ピフコ（吹替：野崎紘夢）
- ベス：ジュリー・マクニーヴン（吹替：宮中はるか）
- ジョーダン：マイケル・レスリー（吹替：安田卓史）
- ビバリー：デイル・ディッキー（吹替：栗田かおり）
- ギボンス：トビアス・ジェリネク（吹替：岩田安宣）
- オーガスティン：トーマス・アラナ（吹替：加藤優季）
- 葬儀屋：カレン・ダグラス（吹替：賀來俊胤）